# Beurlay
Beurlay /bœʁˈlɛ/ è un comune francese di 1 036 abitanti situato nel dipartimento della Charente Marittima nella regione della Nuova Aquitania.

## Società

### Evoluzione demografica
Abitanti censiti